# 綦江縣分水陳洪猷進士牌坊
綦江縣分水陳洪猷進士牌坊，位於重慶市綦江縣分水鄉金土村北50米，修建於同光年間，是一座進士牌坊，是重慶市現存最大的牌坊。。
該牌坊四柱三間五樓歇山頂石坊。寬12.1米，通高18米。明間正脊飾鏤雕花草，正脊兩端魚吻，平板枋上承大斗四隻，夾桿石分刻大象、獅子、抱鼓石。次間二層樓面飾魚吻。檐角高翹。承大斗各二隻，底層樓面同上。

## 坊主
坊主陳洪猷，更名燮堃，綦江縣人。道光二十一年辛丑恩科（1841年）進士，改庶吉士，散館後歷任（署）廣西靈川縣、馬平縣知縣、山東登州府同知、青州府知府、陝西漢中府知府。

## 牌坊文字
該牌坊文字破壞嚴重，改刻為毛語錄，僅部分文字可辨認。主要有
- 道光辛丑科翰林院內閣中書山東囗囗科內監試囗囗囗青州府知府陳公燮堃之坊
- 晉贈光祿寺卿誥封中議大夫陝西特用道前任漢中府知府陳公燮堃之坊
- 誥贈光祿寺卿晉贈資政大夫陳均甫夫子大人節畧
先生字均甫，囗囗囗，原名洪猷，明揚武將軍之囗囗囗，誥贈資政大夫藍田公之子，永囗公之孫也，俊偉奇傑，忠孝仁廉，年十七補弟子員，旋由廩生選拔舉京兆尹，考取內閣中書，會試二甲進士。官翰林，時年二囗囗也，囗功名之利達有如此者，甲辰囗授靈川知縣，調署馬平兼囗柳州通判。回藉守制後，揀發山東，題補登州同知，委署青州知府，旋以道銜改發陝西漢中府，囗囗囗囗囗囗旨以道員用，循聲卓囗囗囗囗膚，其仕途之利達又如囗囗其囗，奏調來川辦理重屬團練防剿事宜，擊石逆破號匪，桑梓立功，積勞身故。德配馬夫人早沒，賴繼配朱夫人，以勤勞上達宸囗囗光祿寺卿，蔭一子知縣，其身囗囗囗榮囗如此此其中固有天囗囗然囗既歿矣，朱夫人前雖生囗囗囗只存一女名祿官，主器竟無人，說囗謂天之生人不無缺陷矣，乃越二年，先生之側室敖以遺腹而囗囗周更名紹恩，得以承蔭囗囗囗囗囗勻而穎異過人，復承囗囗囗囗命以原銜加囗請，誥封資政大夫，顯揚三代，並為囗建專祠，奉旨囗光於戲囗囗囗生者固毫無遺憾矣囗囗囗囗囗囗及防剿囗囗已載囗囗囗囗中纂入忠義囗內無復囗囗。
欽加同知銜揀選知縣乙亥科舉人受業王萬圉謹撰
欽賜囗囗國子監典簿銜恩進囗囗愚弟囗武齡謹書
光緒五年囗囗囗冬〇〇〇勒石